# Daniel Fedrigo
Daniel Fedrigo (Flémalle-Grande, 6 augustus 1950) is een Belgisch voormalige politicus voor de PCB.

## Levensloop
In 1972 gepromoveerd tot licentiaat Germaanse talen aan de Universiteit Luik, werd Fedrigo beroepshalve leraar, van 1972 tot 1973 aan het Atheneum van Montegnée en van 1973 tot 1981 aan het Atheneum van Hoei. Hij was communistisch, pacifistisch en ecologisch militant sinds de jaren 1970 en voerde onder meer actie tegen de bouw van de kerncentrale van Tihange. 
In 1981 werd hij per apparentering verkozen tot lid van de Kamer van volksvertegenwoordigers voor het kiesarrondissement Hoei-Borgworm. Hij was het eerste communistische parlementslid in het arrondissement sedert de Bevrijding. Hij was ook een van de laatste PCB-volksvertegenwoordigers in België. Hij en een andere communistische verkozene, Didier Bajura, waren de eerste parlementsleden die behoorden tot families uit de Zuid-Europese immigratie; Fedrigo was namelijk afkomstig uit Italië. Fedrigo diende een wetsvoorstel in om het stemrecht voor migranten uit te breiden. Als volksvertegenwoordiger was hij van rechtswege eveneens lid van de Waalse Gewestraad en van de Franse Gemeenschapsraad. In de gewestraad vormde hij een parlementaire groep met twee andere communisten en met de verkozenen van Ecolo en het Rassemblement Wallon (RW).
Hij werd in 1985 niet herkozen en werd van 1985 tot 1992 bediende bij de PCB. Hij nam van 1989 tot 1994 deel aan het tot stand komen van een project van de bouw van een dertigtal sociale woningen, waar zijn partij het initiatief voor nam, met de oprichting van de coöperatieve vennootschap Colombine en de vzw Arlequin . Hij was vanaf 1982 politiek secretaris en vanaf 1984 voorzitter van de Federatie Hoei-Borgworm binnen de communistische partij. Van 1981 tot 2004 was hij lid van het Centraal Comité van de partij, alsook van 1984 tot 1990 lid van het Politiek Bureau en van 1985 tot 1990 lid van het Nationaal Secretariaat. In 2004 nam hij ontslag uit al zijn functies, uit ongenoegen met de richting die de partij insloeg.
Na 1992 werd hij opnieuw leraar, achtereenvolgens in de athenea van Hoei, Hannuit, Luik 1, Luik 2, Alleur en opnieuw Luik 2. In 2005 werd hij leraar Engels aan het atheneum Lucie Dejardin in Ougrée. Hij werd ook voorzitter van de zwemvereniging Val de Mehaigne Natation in Wanze. Zijn dochter Tatiana Fedrigo was zwemster en werd 22 keer Belgisch kampioene, in verschillende categorieën.